# Charro Negro
El Charro Negro és un espectre del folklore mexicà que, segons la tradició popular, és descrit com un home alt, d'aspecte elegant, d'impecable vestit negre compost per una jaqueta curta, una camisa, uns pantalons ajustat i un barret d'ala ampla, qui passeja en la profunditat de la nit als carrers de Mèxic sobre el llom d'un cavall enorme i de color atzabeja. És d'origen mexicà, i està relacionat amb el Diable.
També ha servit d'inspiració cultural mexicana per la literatura i el cinema, com La llegenda del Charro Negro.

## L'origen
Segons alguns, la llegenda sorgeix entre el sincretisme en l'any 1920 entre creences indígenes i europees. El Charro Negro representa el costat fosc de l'ànima humana, una història que adverteix sobre la encegadora cobdícia. Aquest personatge va ser transmutat en deïtats fosques per ètnies com els wixarika. Dins de les deïtats huicholes que es vinculen amb una part fosca es troben els definits com «Veïns» o «Mestissos»; qui més ressalta dins d'aquestes deïtats és el déu Tamatsi Teiwari Yuawi, que en català és anomenat «El nostre Germà Major el Mestís Blau Fosc». Al resultat de la trobada d'aquestes dues cultures també s'ha d'afegir la unió de dues religions: la mesoamericana (específicament la huichol) i la cristiana, el resultat de la qual serà una cultura popular mestissa que crea una figura del folklore iberoamericà, és a dir el «Charro Negro».
La convivència entre la cultura indígena i mestissa va resultar en conflictes econòmics, en on els europeus es van apoderar de terres per a usar-les en benefici propi, del comerç, etc. Segons els registres sociològics, el déu «Mestís Blau», dins de la cultura indígena, específicament dins de la cultura huichol, representa l'estereotip del colonitzador que arriba a amenaçar la seva cultura. Aquest déu «Mestís Blau» és més poderós que els mateixos déus huichols, però, és dèspota, cobrador i no coneix el perdó.
Des d'una perspectiva mixteca, s'explica que és el «patró del lloc», habita al cim de la muntanya, i és cuidador de la comarca. No té aspectes indígenes i es descriu amb característiques dels colonitzadors, és a dir un home blanc, alt i muntat a cavall. Els mixteques parlen del perillós que pot ser trobar-lo, per això es té la creença de portar all per allunyar-lo. Aquest «senyor del turó» castiga els que causen destrosses als boscos, custòdia els tresors i castiga als qui cometen avarícia. Tal és la importància del «Senyor del Turó» que els indígenes demanaven permís amb ofrenes per poder obtenir el permís per poder treballar en les seves terres. Les ofrenes constaven de cigars, mescal i menjar. Es té registrada una anècdota, a la Serra del Nord de Puebla, on els indígenes van cessar de treballar en una carretera, ja que no s'havia sol·licitat el permís del «senyor de el turó».
Sant Martí Caballero és conegut en les ciutats com un sant a qui se li demana diners amb la frase «Sant Martí de Caballero, dona'm molts diners» mentre se li ofereix alfals al seu cavall, mentre que en la cultura mazateca es converteix en un ésser nocturn, on s'explica que no es tracta d'un sant. Se li coneix com l'amo de les terres i de les muntanyes. Les seves característiques són les mateixes que els colonitzadors europeus (de pell blanca i saluda en castellà). Algunes nits baixa per visitar els seus animals i vigilar els tresors enterrats. Els qui desitgen obtenir diners d'aquest ésser, deuen anar en estat d'indulgència (abstinència sexual) i arriben oferint cacau o gall dindi. Sant Martí Caballero els dona instruccions, que pot incloure emportar-se el seu cavall de la cua fins a la casa de sol·licitant i no dir res en quatre anys, i si aquesta promesa s'arriba a trencar llavors queda condemnada l'ànima de sol·licitant, mor a l'instant i Sant Martí Caballero pren el seu cos i ànima per dur-los a treballar amb ell.
Pràcticament en totes les societats s'ha concebut el concepte de «el fosc», que fins i tot es presenta com un element essencial perquè existeixi l'equilibri. I això, la foscor, és una mena de temptació constant, vinculada amb les passions humanes, les quals podrien fer que l'home perdi la raó, i com a conseqüència, es perdi a si mateix o la seva part lluminosa.
En la cosmovisió mexica tenim la immemorial batalla còsmica entre dia i nit, entre llum i foscor, simbolitzada per Tezcatlipōca (un dels quatre fills d'Ometéotl, senyor de la nit) i Quetzalcóatl (també anomenat el «Tezcatlipoca blanc»).
Amb l'arribada del cristianisme a Mèxic, la dualitat també es va propulsar amb la figura de Déu i Llucifer, i en aquesta bifurcació cultural van sorgir mites i llegendes sobre la temptació perenne que és capaç de fer perir l'ànima.

## La legenda
Segons la llegenda, el Charro Negro segueix apareixent en les nits, pels carrers de les ciutats o en els camins rurals. Sent misteriós, de vegades acompanya els caminants, però si la persona accedeix a pujar al seu cavall o rep monedes d'aquest, la seva sort està donada.
Es tracta d'un entitat maligna que rep aquest nom per la seva vestimenta fosca. Sempre s'apareix vestit amb un elegant vestit de charro color negre amb detalls fins en or i plata. Se li pot veure muntat sobre el seu cavall, del mateix color, un animal amb els ulls que semblen boles de foc.
Afortunadament, el Charro Negro només s'apareix a les persones que caminen soles, sobretot durant la nit.

## En la cultura popular
No hi ha molt sobre inspiracions sobre aquest ens maligne. Tot i això, ha aparegut en la literatura dins el conte Macario, del qual es va utilitzar i va inspirar per crear pel·lícula amb el mateix nom. En 2018, es va estrenar la pel·lícula animada La Leyenda del Charro Negro, creat per Ánima estudios, basada en la llegenda, on figura com antagonista principal de la pel·lícula.